# Płonica (Rudawy Janowickie)
Płonica (niem. Martins Stein, 507, 502 m n.p.m.) – wzniesienie w południowo-zachodniej Polsce, w Sudetach Zachodnich, w Rudawach Janowickich, w obrębie Wzgórz Karpnickich.

## Położenie
Wzniesienie położone jest w Sudetach Zachodnich, w zachodniej części Rudaw Janowickch, we wschodniej części Wzgórz Karpnickich. Na południu, poprzez bezimienną przełęcz łączy się z Gruszkowską Górą. Na północy góruje nad Karpnikami.

## Charakterystyka
Wzniesienie stanowi wyraźny masyw we wschodnim grzbiecie Wzgórz Karpnickich, posiadający kilka kulminacji, z których najwyższe mają 507 i 502 m n.p.m., dominujący od południa nad Karpnikami.

## Budowa geologiczna
Wzniesienie zbudowane z waryscyjskich granitów karkonoskich oraz przecinających je żył lamprofirów. Na grzbiecie i zboczach znajdują się niewielkie skałki i usypiska.

## Roślinność
Cały szczyt i zbocza porasta las świerkowy.

## Ochrona przyrody
Wzniesienie położone jest na terenie Rudawskiego Parku Krajobrazowego.

## Turystyka
Wschodnim zboczem prowadzi szlak turystyczny:
- żółty – fragment szlaku, prowadzący z Karpnik na szczyt Skalnika i dalej